# Aloha from Züri West
Aloha from Züri West erschien am 11. Juni 2004 als zwölftes Album von Züri West und wurde über 65'000-mal verkauft.

## Titelliste
Wo nicht anders im Fliesstext erwähnt, ist die Musik von Züri West und der Text von Kuno Lauener.
1. Tribsand – 2:56
2. Fingt ds Glück eim? – 3:44
3. I ha ke Ahnig wie me mit som’ne Ängu redt – 3:11
4. Geri Gagarin – 3:31
5. Zimmerwaud – 2:50
6. Hula – 2:28
7. Römer – 4:50
8. Pünktli – 4:04
9. Popsong – 3:39
10. Am Tag wo är isch gange – 2:53
11. Mir hei üs troffe im ne Garte – 3:13
12. Jaël vs. Lauener – Schötem – 7:15

### Tribsand
Tribsand ist ein Stück weit eine Distanzierung vom Musikbusiness.

### Fingt ds Glück eim?
Fingt ds Glück eim? ist die Hit-Single des Albums, zu der auch ein Musikvideo existiert. Es zeigt konstant Kuno Laueners Gesicht und spielt sehr bewusst mit der Ironie des Schicksals/Lebens: Kuno Launer ist auf dem Weg zu einem Rendez-vous verunfallt.
Das Video wurde vor und im Berner Spital Tiefenau gedreht. Das gefilmte Material wird im Video mit doppelter Geschwindigkeit abgespielt.
Der Song wurde später von Hank Shizzoe unter dem Titel «your luck will find you» adaptiert.

### Geri Gagarin
Geri Gagarin ist ein Spiel mit den Gerüchten um die Mondlandung, indem im Song behauptet wird, Geri Gagarin sei der erste Mensch auf dem Mond gewesen.

### Zimmerwaud
Zimmerwaud handelt von einem Soldaten, der in der Gegend von Zimmerwald schlicht vergessen wurde.
Dies ist eine Anspielung auf die Abhöranlage aus dem Zweiten Weltkrieg.

### Hula
Hula ist der zweite veröffentlichte Instrumental-Song von Züri West, nach dem Titel Cruiser vom 1999 erschienenen Album Super 8.

### Römer und Pünktli
Obwohl Römer und Pünktli zwei unabhängige Songs sind, sind sie auf einer gemeinsamen Single erschienen, da sie ein ähnliches Thema haben, und zwar: wie klein der Mensch im Verhältnis zum Universum bzw. der Unendlichkeit ist.

### Popsong
Kuno Lauener zerlegt hier in einem Popsong die Stilmittel, die einen Popsong ausmachen, und führt so sein eigenes Medium ad absurdum.

### Am Tag wo är isch gange
Am Tag wo är isch gange handelt von der Anonymität bzw. Unpersönlichkeit in der Gesellschaft.

### Mir hei üs troffe im ne Garte
Mir hei üs troffe im ne Garte ist eine Adaption von «Wir trafen uns in einem Garten» aus dem Album «Kommt Zusammen» von 2raumwohnung durch Kuno Lauener.

### Schötem
Schötem ist eine Coverversion des Serge-Gainsbourg-Songs Je t’aime … moi non plus.
Das Duett sang Kuno Lauener mit Jaël, der Sängerin und Songschreiberin der Band Lunik.
Von der Laufzeit her ist es der längste Song von Züri West.

## Erfolge
Aloha from Züri West erreichte Platz 1 der Schweizer Singlecharts und wurde 2004 mit Platin ausgezeichnet.
Die Maxi-Single «Römer / Pünktli» erreichte Platz 73 der Schweizer Singlecharts.
Die Single «Fingt ds Glück eim?» erreichte Platz 14 der Schweizer Singlecharts.